# Boyz (песма)
Boyz је први соло сингл енглеске певачице Џеси Нелсон, снимљен у сарадњи са реперком Ники Минаж. Издат је 8. октобра 2021. од стране издавачке куће Полидор рекордс као водећи сингл са певачициног предстојећег албума, који по плану треба да изађе 2022. године. Песма садржи елементе РнБ и хип-хоп музике, а базирана је на семплу Пи Дидијевог хита Bad Boy for Life, из 2001. године. Текст говори о певачициној опчињености „лошим”, бунтовним момцима.

## Позадина
У децембру 2020, Нелсон је објавила да званично напушта групу Литл микс, наводећи као разлог потребу да се посвети очувању свог менталног здравља. Само пет месеци касније, певачица је потписала самостални уговор са дискографском кућом Полидор рекордс, а повратак на сцену најавила је у августу 2021. године, путем видео-клипа на друштвеној мрежи Инстаграм. Крајем септембра исте године, Нелсон је са својим пратиоцима поделила тизер за песму Boyz, у коме се види како увежбава кореографију за спот, те тиме потврдила скори излазак сингла. Инспирацију за песму певачица је, како сама каже, добила након што је прошла кроз „ужасан раскид”.

## Комерцијални успех
Песма је дебитовала на четвртом месту Ју-Кеј синглс чарт листе. У САД сингл је заузео 13. место на Билбордовој Bubbling Under Hot 100 Singles листи и 39. на САД мејнстрим топ 40 листи. На новозеландској Хот синглс листи песма се котирала на четвртом месту, док је на званичној топ-листи у Ирској заузела 16. позицију. У Мађарској је сингл доспео на 15. место, а на светском нивоу се у оквиру Билбордове Глобал 200 листе нашао на 86. позицији.

## Промоција

### Музички спот
Пратећи спот изашао је 8. октобра 2021. године, истог дана када и песма. Спот је у великој мери инспирисан оригиналом „Bad Boy for Life”, а један од актера је и сам Диди, који замењује Бена Стилера у његовој улози из оригиналне верзије видеа. Спот је одмах по објављивању изазвао контроверзе, а главне критике односиле су се на певачицин стајлинг, што је даље резултирало оштрим осудама на рачун Нелсонове и оптужбама за културну апропријацију и „блекфишинг”.

### Наступи
Свој соло првенац бивша чланица састава Литл микс премијерно је извела 29. октобра 2021. године, гостујући у емисији Грејама Нортона. Део публике оптужио је певачицу да током наступа није певала уживо, а неки су јој замерили и на експлицитном речнику приликом давања интервјуа. Нелсон је потом 11. децембра имала наступ на концерту Jingle Bell Ball, из кога су проистекли бројни мимови.

## Списак нумера
- Дигитално преузимање/стриминг

1. Boyz (са Ники Минаж) – 3:00

- УК CD сингл

1. Boyz (са Ники Минаж) – 3:00
2. Boyz (акустика) – 2:34

## Топ-листе
| Држава      | Топ-листа                                | Највиша позиција |
| ----------- | ---------------------------------------- | ---------------- |
| Ирска       | Irish Singles (IRMA)                     | 16               |
| Мађарска    | Single Top 40 (MAHASZ)                   | 15               |
| Нови Зеланд | Hot Singles (RMNZ)                       | 4                |
| Румунија    | Romanian Top 100 (Airplay 100)           | 89               |
| САД         | Bubbling Under Hot 100 Singles (Билборд) | 13               |
| САД         | Mainstream Top 40 (Билборд)              | 39               |
| Свет        | Global 200 (Билборд)                     | 86               |
| УК          | UK Singles (OCC)                         | 4                |